# Лашук, Евгений Витальевич
Евгений Витальевич Лашук (род. 26 февраля 1978, Киев, СССР) — украинский футболист, нападающий.Чемпион 
Грузии
Лучший бомбардир 2 лиги
Игрок высшей лиги Украины ( нива Тернополь)
Премьер лиги России ( Сатурн Раменское)
Тренер сдюсш смена Киев по футболу
Старший тренер национального университета физкультуры и спорта Украины
Воспитанник школы смена - тренер Матиенко Г.С

## Игровая карьера
В чемпионате Украины начинал играть во второй лиге в «Оболони». Затем играл в первой лиге в командах «Буковина» и «Полиграфтехника».
1 августа 1999 года в составе тернопольской «Нивы» в игре против «Таврии» дебютировал в высшей лиге. Евгений вышел на поле на 63 минуте вместо Автандила Сихарулидзе.
С 2001 года играл в командах низших дивизионов «Сокол» (Золочев), «Нефтяник» (Ахтырка), «Электрон» (Ромны), «Электрометаллург-НЗФ» (Никополь), «Олком» (Мелитополь) «Крымтеплица» (Молодёжное) и «Николаев», откуда уходил в «Спартак» (Ивано-Франковск) в непродолжительную аренду.
С Украины уехал в грузинский «Сиони», с которым становился чемпионом страны (2006).
Из Грузии уехал в Минск, в одноимённом клубе сыграл всего один тайм в матче дублёров против жодинского «Торпедо», после чего был отправлен домой. Его физические кондиции не устроили тренерский штаб «Минска»<ref>История клуба » 2007. Официальный сайт ФК «Минск». Дата обращения: 22 мая 2014. Архивировано 22 мая 2014 года.</

## Достижения
- Победитель второй лиги Украины (2): 2000/01, 2005/06

Лучший бомбардир второй лиги 2002-2003 года